# Anuga macrocera
Anuga macrocera är en fjärilsart som beskrevs av Pieter Cornelius Tobias Snellen 1880. Anuga macrocera ingår i släktet Anuga och familjen nattflyn. Inga underarter finns listade i Catalogue of Life.